# Šebestián Kristián Zeidler
Šebestián Kristián Zeidler (německy Sebastian Christian Zeidler, 1620 Tachov – 1689 Praha) byl česko-německý lékař, univerzitní pedagog a spisovatel působící především v Praze. Roku 1685 byl povýšen do šlechtického stavu.

## Životopis
Narodil se v Tachově v západních Čechách do zaopatřené katolické rodiny. Ve 30. letech 17. století pak začal studovat na pražské Univerzitě Karlově. Jakožto člen studentské legie se zapojil do obrany při švédském obléhání Prahy roku 1639 vojsky generála Banéra během zuřící třicetileté války. Roku 1641 získal bakalářský titul, roku 1642 potom titul magistra svobodných umění, poté začal studovat také lékařství. Rovněž se zúčastnil též obranných bojů při druhém švédském obležení Prahy roku 1648.
Po skončení války odešel k dokončení medicínských studií na univerzitu v Padově v Itálii, kde zakončil své studium. Poté se vrátil do Prahy, kde úspěšně pracoval jako lékař. Od roku 1653 působil jako profesor pražské lékařské fakulty.
V letech 1680 až 1681 vykonával funkci rektora již přejmenované Karlo-Ferdinandovy univerzity, pětkrát pak mezi lety 1662 a 1689 zastával funkci děkana pražské lékařské fakulty. Během morové epidemie v Praze poté, co byl do českých zemí zavlečen tzv. Velký vídeňský mor, a v letech 1680 až 1681 zde vyvstala rozsáhlá epidemie, prokázal značnou osobní statečnost, když se, údajně jako jediný lékař, rozhodl v postiženém městě zůstat a mírnit následky epidemie. Se svým synem-lékařem provedl roku 1685 první demonstrativní pitvu v českých zemích od dob Jana Jesenia, tedy od počátku 17. století.
Za své lékařské zásluhy získal roku 1685 šlechtický predikát von Zeidlern.

### Úmrtí
Zemřel roku 1689 v Praze ve věku asi 79 let. Patrně zde byl také pohřben.

### Rodina
Šebestiánovi bratři, Martin a Filip, byli vojáky císařské armády. Martin padl roku 1629 v mantovské válce, Filip se zúčastnil několika velkých bitev třicetileté války.

## Dílo (výběr)
Roku 1687 vydal latinské dílo Institutiones medicae, věnované farmacii: povaze léků, jejich přípravě či dávkování.